# Troșciîn, Kaniv
Troșciîn (în ucraineană Трощин) este un sat în comuna Pșenîcinîkî din raionul Kaniv, regiunea Cerkasî, Ucraina.

## Demografie
Componența lingvistică a localității Troșciîn
     Ucraineană (100%)
Conform recensământului din 2001, toată populația localității Troșciîn era vorbitoare de ucraineană (100%).